# Archaeopteris macilenta

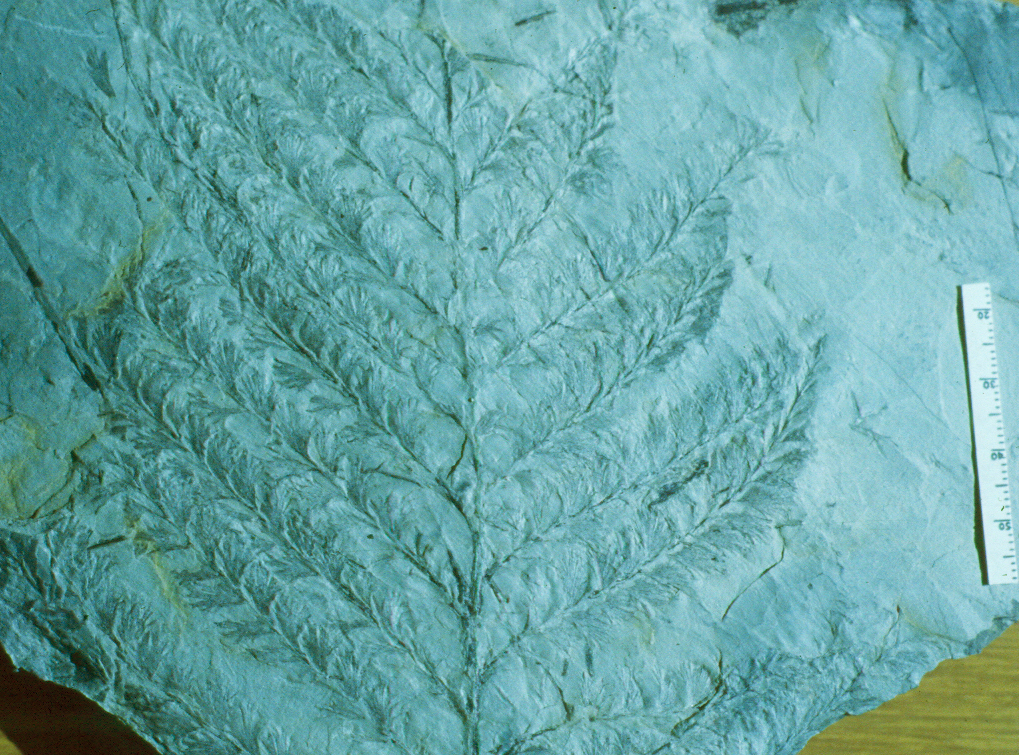

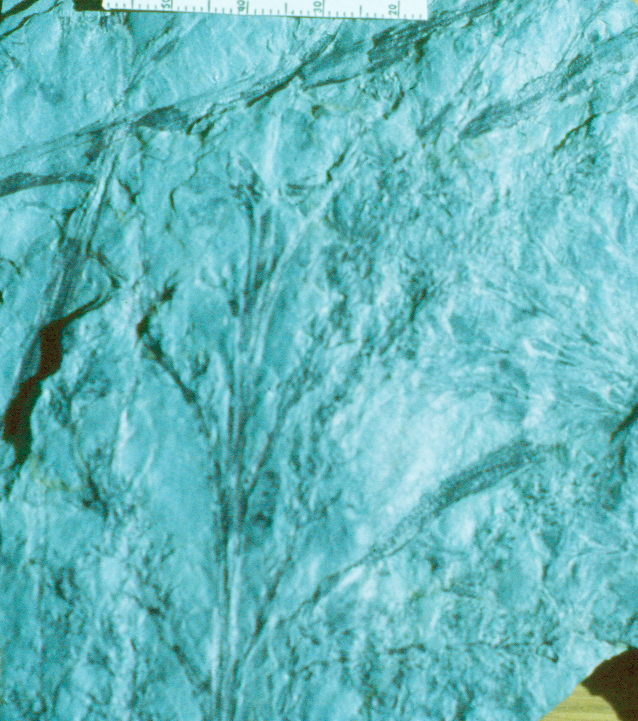

Archaeopteris macilenta — вид викопних дерев родини Archaeopteridaceae, що існував у пізньому девоні та ранньому карбоні. Скам'янілі відбитки рослини виявлені у північній півкулі (США, Китай). Archaeopteris macilenta був широко поширеним видом у кінці девону. Разом з Archaeopteris halliana були домінуючими у лісових екосистемах цього періоду. Вид пережив франсько-фаменське вимирання та існував ще деякий час, на що вказують знахідки у карбонових відкладеннях на півдні Китаю.